# Au買い方セレクト
au買い方セレクト（えーゆーかいかたセレクト）は、auブランドを展開するKDDIおよび沖縄セルラー電話が2007年11月12日より開始した、携帯電話の販売システムである。

## 概要
インセンティブの見直しを機に導入されたもので、端末購入費用（イニシャルコスト）が安い「フルサポートコース」と、端末購入費用が高い代わりに基本料金（ランニングコスト）を安く抑えられる「シンプルコース」が存在する。この制度の導入以降は2つのコースから、購入方法を選択することとなっている。
以下特記のない限り、日本国消費税法の規定に基づき、価格に関する表記は税込み価格で表記する。

## コース

### フルサポートコース
携帯電話端末購入時の初期費用を抑えるためのコースで、電話機の販売時にKDDIより購入費に対して16,800円（2007年11月12日 – 2009年11月30日までは21,000円）の購入補助が与えられ、比較的安価に電話機を入手できる。ただし、携帯電話端末の2年間（24か月間）の継続利用が前提となり、電話機の利用期間が24か月に達する前に解約や、機種変更を行うと、フルサポート解除料（下記参照）の支払いが発生する。この解除料は、2009年2月1日、2009年12月1日に料金改定が行われている。
| 端末利用期間                              | フルサポート解除料               | フルサポート解除料              | フルサポート解除料  |
| 端末利用期間                              | (2007年11月12日 – 2009年1月31日) | (2009年2月1日 – 2009年11月30日) | (2009年12月1日以降) |
| ----------------------------------------- | -------------------------------- | ------------------------------- | ------------------- |
| 1か月目 – 6か月目（半年以内）             | 18,900円                         | 21,000円                        | 16,800円            |
| 7か月目 – 12か月目（半年以上、1年以内）   | 18,900円                         | 16,800円                        | 16,800円            |
| 12か月目 – 18か月目（1年以上、1年半未満） | 12,600円                         | 12,600円                        | 12,600円            |
| 18か月目 – 24か月目（1年半以上、2年未満） | 6,300円                          | 6,300円                         | 6,300円             |
| 25か月目以降（2年以上）                   | 無料                             | 無料                            | 無料                |

auポイントの付与率はこれまでの「105円につき2ポイント」から、利用額に応じたものに変更された。（2007年11月12日 – 2010年2月8日までのフルサポートコース契約したユーザーまで）
| 利用額             | ポイント付与率       |
| ------------------ | -------------------- |
| 105円 – 5,249円    | 105円につき4ポイント |
| 5,250円 – 10,499円 | 105円につき5ポイント |
| 10,500円以上       | 105円につき7ポイント |

なお、2010年2月9日以降に、フルサポートコースで購入すると、ポイント還元率がシンプルコースと同じ105円につき2ポイントに変更された。
auにおける機種変更手続きは、フルサポート解除料を支払えばいつでも可能であり、それまでは電話機の利用期間に応じて店頭販売価格が変動していたものが、解除料金にて変動するといった仕組みに変更された。蓄積したポイントは本体代金の他にフルサポート解除料にも充当することが可能である。また、誰でも割などの解除料が無料になる。蓄積したポイントの上限は40000ポイントまでとなる。
なお、名義人の死去に伴う解約の場合、電話機の利用期間が24か月に達する前に解約してもフルサポート解除料は無料となる（死亡届などが必要）。
しかしながら2011年7月現在の時点においてシンプルコースを適用して購入するユーザーが圧倒的に多く、それと対照的にフルサポートコースを適用して購入するユーザーが大幅に減少したため、2011年9月30日を以ってフルサポートコースの新規受付を終了した。ただし現在既にフルサポートコースを適用しているユーザー（新規を含む2011年9月30日受付分まで）に限り、フルサポートコースの料金プランは継続して利用できる。

### シンプルコース
携帯電話の月々の料金を抑えるためのコースで、購入費のサポートは受けられない代わり、より割安な基本料金の料金プランが選択できる。制度発足当初、シンプルコース専用の料金プランは2種類のみであったが、2008年6月の制度改定より7種類のプランが提供されている（後述）。なお従来の料金プランも選択可能である。
なお、制度発足当初はシンプルコース専用の料金プランを選択した場合、auポイントが付与されなかったが、2008年6月（一部は5月）利用分から付与されることになった。

## 2008年6月の制度改定
2008年夏モデルの発売に合わせ、主にシンプルコースを中心にした制度改定が2008年6月10日実施された。今回の制度改定によって、シンプルコースはNTTドコモのバリューコースに近い仕組みに衣替えされたことになる。

### シンプルコースの改定内容

#### シンプルコースの料金プラン追加
新しい料金プランは「新シンプルコース用料金プラン」と呼ばれ、月額1,961円（誰でも割適用時980円）のプランSSシンプルなど7種類が用意された。概ね従来のフルサポートコース向けの料金プランに準じた構成であり、同種のフルサポート向け料金プランと比較し、割引前との比較で1,600 – 1,800円程度割安な設定であり、無料通話分や通話料単価も同等である。
なお、制度開始当初から提供している、シンプルプランLとシンプルプランSは、2008年10月をもって新規受付が打ち切られた。また、当初予定されていた料金明細発行の有料化は廃止された。
| プラン名            | 基本使用料 (フルサポートコース向け料金プランとの差額) | 無料通話   | 通話料(音声通話)                                                                  |
| ------------------- | ----------------------------------------------------- | ---------- | --------------------------------------------------------------------------------- |
| プランEシンプル     | 1,560円(▲1,680円)                                     | なし       | 21円/30秒                                                                         |
| プランSSシンプル    | 1,961円(▲1,819円)                                     | 1,050円分  | 21円/30秒                                                                         |
| プランSシンプル     | 3,255円(▲1,680円)                                     | 2,100円分  | 16.8円/30秒                                                                       |
| プランMシンプル     | 5,250円(▲1,680円)                                     | 4,252円分  | 14.7円/30秒                                                                       |
| プランLシンプル     | 8,295円(▲1,680円)                                     | 6,615円分  | 12.6円/30秒                                                                       |
| プランLLシンプル    | 14,070円(▲1,680円)                                    | 12,600円分 | 15.75円/分                                                                        |
| デイタイムSシンプル | 2,520円(▲1,680円)                                     | なし       | - 平日昼間: 21円/分 - 平日昼間以外: 50.4円/分                                     |
| デイタイムLシンプル | 8,295円(▲1,680円)                                     | 5,460円分  | - 平日昼間 - au電話: 10.5円/分 - au電話以外: 15.75円/分 - 平日昼間以外: 31.5円/分 |

#### ポイント付与の開始
従来シンプルコース契約者には付与されてこなかったauポイントを、6月（一部は5月）利用分から付与することとなった。付与率は買い方セレクト開始前と同じ105円ごとに2ポイントである。

#### 端末代金分割払いを導入
これまで端末代金分割払いの導入を見送ってきたauでも、分割払い制度が導入された。
支払い回数は12回と24回の2種類が用意され（2008年11月からは18回払いも追加された）、利用者はシンプルコース向け販売価格での端末代金を、購入時に頭金のみ支払い残額を毎月の基本料金等に上乗せして割賦で支払うか、購入時に一括で支払うことになる。分割払いの利用には、料金支払い方法を口座振替もしくはクレジットカードとすることが必要。
分割払いが利用できる機種は2008年6月以降発売される新機種と、W61S(沖縄セルラー電話の地域では対象外)である。
分割払い途中で解約や機種変更を行った場合は残額を支払う必要があるが、一括で払ってしまうか引き続き分割で支払うかが選択できる。ただし分割払いは1契約あたり2台までとなっており、3台目以降を購入する場合は1台以上の残額を精算するか、一括で購入する必要がある。なお残金の一括精算は解約や機種変更を行わない場合でも可能である。

### 現行ユーザーの対応
- シンプルコースで購入の場合は、そのまま、新シンプルコース用料金プランを選択する事ができる。
- フルサポートコースで購入の場合は、シンプルコースの新シンプルコース用料金プランに変更する事ができるが、端末の購入から2年以内での変更にはフルサポート解除料の支払いが必要である。
- au買い方セレクトで端末を購入していない場合や新規でなおかつ、（オークションで落札した未使用の白ロムや中古ショップなどで購入した使用済みの白ロムなどの）端末を持ち込んで契約した場合は新シンプルコース用料金プランに設定（変更）する事はできずフルサポートコースと同じ扱いを受ける。